# Cannone Paixhans
Il cannone Paixhans fu il primo cannone navale progettato per impiegare proiettili esplosivi. Fu sviluppato dal generale francese Henri-Joseph Paixhans tra il 1822 e il 1823. I suoi successi in guerra, in particolare alla battaglia di Sinope, furono vitali a convincere le potenze navali a sviluppare le prime navi corazzate.

## Antefatti
I proiettili esplosivi erano impiegati da tempo dall'artiglieria di terra, come obici e mortai, ma potevano essere sparati solo con grandi angoli di elevazione e a velocità relativamente basse. I proiettili esplosivi erano molto pericolosi da maneggiare, e non era stato trovato un metodo efficace per impiegarli con traiettorie basse ed alte velocità alla volata.
Tuttavia, prima dell'avvento del radar e dei moderni sistemi di controllo del tiro, le traiettorie alte non erano pratiche nel combattimento navale, che necessitava invece di colpi dalla traiettoria quasi piatta per avere qualche possibilità di colpire il bersaglio.  Per secoli, infatti, il combattimento navale consistette nell'impiego di cannoni che sparavano, praticamente in orizzontale, proiettili pieni che, anche contro scafi in legno, infliggevano danni molto localizzati

## Funzionamento

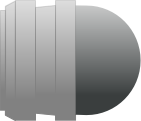
Proiettile di un cannone Paixhans con sabot

Già nel suo trattato del 1822, Nouvelle force maritime et artillerie, Paixhans sosteneva l'uso di proiettili esplosivi sparati con traiettorie piatte nel combattimento navale. Paixhans sviluppò un meccanismo ritardante che, per la prima volta, permetteva di impiegare proiettili esplosivi su cannoni ad alta potenza e basso alzo. L'effetto di proiettili esplosivi che penetravano uno scafo in legno ed esplodevano solo dopo, all'interno della nave, era potenzialmente devastante. La dimostrazione di ciò si ebbe già nel 1824, quando Paixhans provò i suoi nuovi cannoni contro il vascello Pacificateur, distruggendolo. Appositamente per questo test, tra il 1823 e il 1824 erano stati costruiti due prototipi di cannoni Paixhans. Paixhans riportò i risultati nel suo Experiences faites sur une arme nouvelle. I proiettili erano dotati di una spoletta che si innescava solo a colpo sparato. Il proiettile aveva così il tempo di penetrare lo scafo nemico, per poi esplodere subito dopo:
(Sir Howard Douglas, A treatise on naval gunnery)
L'affusto di un cannone Paixhans pesava circa 4,5 t e le armi si dimostrarono precise fino a una gittata di due miglia. Nel 1840 il Regno di Francia, l'Impero britannico, l'Impero russo e gli Stati Uniti d'America avevano adottato il nuovo tipo di cannone navale.
L'efficacia dei cannoni Paixhans in contesto operativo fu dimostrata per la prima volta durante la battaglia di Veracruz nel 1848, nel corso della prima guerra dello Schleswig nel 1849, ed in particolare nella battaglia di Sinope nel 1853, durante la guerra di Crimea.
Dalla Penny Cyclopaedia (1858):
(Penny Cyclopaedia)

## Impiego

### Regno di Francia
Nel 1827 la Marine nationale ordinò cinquanta grandi cannoni modello Paixhans agli arsenali di Ruelle-sur-Touvre e alle Fonderie d'Indret. Il tipo scelto, il canon-obusier de 80, con un calibro di 22 cm, era chiamato così perché poteva sparare una palla di cannone, ovvero un colpo non esplosivo, di 80 libbre. L'affusto pesava 3.600 kg, l'alesaggio era di 223 mm e la lunghezza di 2,8 m. Il proiettile esplosivo pesava 23,12 kg. La produzione dei pezzi fu lenta e i test a bordo di navi si protrassero durante gli anni trenta.
Essi formavano una piccola parte dell'armamento delle navi più grandi, con soli due o quattro pezzi. Al contrario, su alcune navi a vapore sperimentali, furono installati i più grandi canon-obusier de 150, con un calibro di 27 cm. Su queste navi i nuovi cannoni avevano un ruolo più importante, ad esempio il piroscafo Météore, del 1833, imbarcava tre canon-obusier de 150 e sei carronate.
Ai grandi cannoni sviluppati da Paixhans, la Marine nationale affiancava cannoni più piccoli da 164 mm, che sparavano semplici palle di cannone da 30 libbre, e carronate, imbarcati in gran numero, fino a 30 pezzi, sulle navi più grandi.

### Stati Uniti d'America

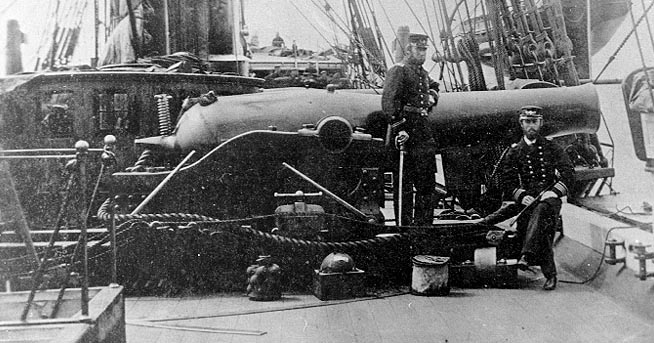
Un cannone Dahlgren, versione migliorata del Paixhans, a bordo della USS Kearsarge

La United States Navy applicò il funzionamento del cannone Paixhans a pezzi da 8" (20,32 cm) da 63 e 55 cwt, che furono installato su diverse navi. Nel 1845 fu sviluppata una versione da 10" (25,4 cm) e 86 cwt. Cannoni Paixhans furono installati sulla USS Constitution. 6 pezzi nel 1842, quando la nave era sotto al comando di Foxhall A. Parker, Sr., erano inoltre presenti sulla USS Mississippi e sulla USS Susquehanna, rispettivamente 10 e 6 pezzi, impiegati da Matthew Perry durante la sua missione del 1853 per costringere il Giappone ad aprirsi all'Occidente.
Il cannone Dahlgren fu sviluppato nel 1849 da John Dahlgren per sostituire il cannone Paixhans:
(John Dahlgren)

### Impero russo
La Voenno-morskoj flot Rossijskoj Imperii fu la prima marina ad utilizzare estesamente il cannone Paixhans in guerra. Alla battaglia di Sinope, nel 1853, le navi russe attaccarono e annientarono la flotta turca grazie ai nuovi cannoni Paixhans. I proiettili penetravano negli scafi in legno, esplodendo al loro interno ed incendiando le navi. L'episodio convinse le potenze navali dell'efficacia dei nuovi proiettili esplosivi, accelerando di conseguenza lo sviluppo della nave corazzata, la prima delle quali, la Gloire, fu varata dalla Francia nel 1860.